# Agustín Marina Pérez
Agustín Marina Pérez (Oviedo, 28 de desembre de 1943 - Castelldefels, 16 de febrer de 2015) va ser un polític català. Va ser alcalde de Castelldefels pel PSC entre 1979 i 2002. Posteriorment, sempre al si del mateix partit, va ocupar els càrrecs de diputat per la Diputació de Barcelona i de vicepresident de la Corporació Metropolitana de Barcelona.

## Biografia
Va deixar la militància en les joventuts comunistes i amb posterioritat es va afiliar al PSOE el 1963 en el que es postulà en la línia del guerrisme.

## Alcalde de Castelldefels
En 1979 va ser triat el primer alcalde democràtic de Castelldefels, en les llistes del PSC. Va ser-ho en total en sis ocasions seguides fins que va abandonar el càrrec al maig de 2002 per motius personals, sent substituït per Antonio Padilla Reche.
Com a alcalde de Castelldefels, les seves prioritats van ser dotar d'aigua i llum als barris que no gaudien d'aquests serveis i anar escometent a la xarxa de clavegueram i enllumenat de tota la ciutat, pràcticament inexistent. Es va preocupar que tots els carrers de la ciutat tinguessin arbrat, la qual cosa fa de Castelldefels una de les ciutats amb més arbres urbans per metre quadrat. Durant el seu mandat es va instal·lar el Canal Olímpic de les Olimpíades de Barcelona de 1992 i es va gestionar la implantació de la UPC en el Parc Mediterrani de la Tecnologia.

## Diputat a la Diputació de Barcelona
Va ser diputat de la Diputació de Barcelona sota el mandat de Josep Tarradellas i Francesc Martí i Jusmet. Va ser vicepresident de la Corporació Metropolitana de Barcelona (amb posterioritat Àrea Metropolitana de Barcelona) al costat de Mercè Sala, i amb Narcís Serra i Pasqual Maragall com a Presidents. Va ser fundador el 1984 de l'associació mundial de grans ciutats, Metropolis, en representació de la Corporació Metropolitana i es va mantenir en l'organització fins al 2002.